# فولفغانغ غجيب
فولفغانغ غجيب (بالألمانية: Wolfgang Grzyb)‏ هو لاعب كرة قدم ألماني في مركز الدفاع، ولد في 29 يوليو 1940 في مدينة براونشفايغ في ألمانيا، وتوفي في 7 أكتوبر 2004. لعب مع آينتراخت براونشفايغ.

## وصلات خارجية
- فولفغانغ غجيب على موقع قاعدة بيانات كرة القدم.إي يو (الإنجليزية)
- فولفغانغ غجيب على موقع بيانات كرة القدم. دي إي (الألمانية)